# Anton Hörl
Anton Hörl (* 8. Oktober 1959 in München) ist ein  Modelleur, Bildhauer und Zeichner.

## Biografie
Hörl begann 1976 eine Ausbildung zum Figurenkeramformer in der Porzellanmanufaktur Nymphenburg. 1979 wurde er als Facharbeiter übernommen. Für die Manufaktur verantwortet er seitdem Entwurf und Ausführung zahlreicher Figuren, so auch den „Blauen Panther“, der alljährlich im Rahmen der Verleihung des Bayerischen Fernsehpreises an die Preisträger überreicht wird.
1992 wurde Anton Hörl Meister und zum Leiter des Figurenbereichs der Manufaktur ernannt. 1993 und 1994 besuchte er die Klasse für Bronzeguss an der Internationalen Sommerakademie für Bildende Kunst in Salzburg (bei Josef Zenzmaier) und entwickelte seitdem in den Materialien Bronze, Porzellan und Terrakotta eine eigene künstlerische Aussage. Er ist in seiner ganz vom Figurativen bestimmten Kunst immer an der Natur orientiert; seine Darstellung wird nie völlig abstrakt. Als Beispiel gestaltet er die Portraitbüste von Marilyn Monroe sehr lebensecht aber deren Hinterkopf als Tod. Damit abstrahiert er die Vergänglichkeit. Im Rahmen seiner Tätigkeit bei der Porzellanmanufaktur fertigt er immer wieder Auftragsarbeiten wie z. B. „Daisy Mooshammer“, bayerische Löwen und Sonderanfertigungen für Saâdane Afif. 2001 wurde er zum ersten Mal für den Zelli Porcelain Award nominiert. Neben seiner bildhauerischen Arbeit zeichnet Anton Hörl Akte und Porträts in Bleistift, Tusche, sogar in Tee und Kaffee und malt Landschaften in Aquarell.
Seit 2007 nahm er als Künstler an Ausstellungen vor allem im Bereich München teil, 2008 stellte er bei „Zelli´s Porcelain“ in London und im Skulpturengarten Stemmerhof aus. 2011 wurde er von den „Freunde des Künstlerhauses München e.V.“ als Mitglied aufgenommen, ebenso vom Künstlerkreis Kauz und der traditionsreichen Künstlergesellschaft Allotria. Seine Werke wurden in Ausstellungen der Münchener Künstlergenossenschaft im Haus der Kunst München und im Künstlerhaus München ausgestellt.

## Ausstellungen (Auswahl)
- 2016: Ausstellung in der Orangerie im Englischen Garten
- 2016: Einzelausstellung „Metamorphosen“, Münchner Künstlerhaus
- 2016: Ausstellung im Kurparkschlösschen Herrsching
- 2013: Ausstellung der Figur „Marilyn“ bei der Silvestergala im Münchner Künstlerhaus
- 2013: Ausstellung in der Galerie Kunstgiesserei München
- 2012: Teilnahme an der Ausstellung „Malerei, Grafik, Skulptur“ der MKG im Haus der Kunst.
- 2012: Ausstellung „sculptures“ in der Galerie Kunstgiesserei München
- 2011: Teilnahme als Aussteller („Garten Arkadiens“) an der Veranstaltung “Open Westend”, München
- 2011: Ausstellung der Münchner Künstlergenossenschaft im Haus der Kunst
- 2010: Teilnahme als Aussteller an der Veranstaltung “Open Westend”, München
- 2009: Teilnahme am Zelli Porcelain Award 2009, London
- 2008: Teilnahme als Aussteller (L’art pour l’art) an der Veranstaltung “Open Westend”, München (4. bis 6. April)
- 2008: Ausstellung einer Bronzefigur im Skulpturengarten „Stemmerhof“ München
- 2007: Teilnahme als Aussteller an der Veranstaltung “Open Westend”, München (23. – 25. März)
- 2001: Teilnahme am Zelli Porcelain Award, London

## Hauptwerke
- Marilyn Monroe als „Der Tod und das Mädchen“, Bronze patiniert und poliert, 25 cm
- Faun und Nymphe, Bronze patiniert 177 cm
- I will dance…, Bronze 85 cm
- Traumfigur, Porzellan 40 cm